# Gloslunde Sogn
Gloslunde Sogn er et sogn i Lolland Vestre Provsti (Lolland-Falsters Stift).
I 1800-tallet var Græshave Sogn anneks til Gloslunde Sogn. Begge sogne hørte til Lollands Sønder Herred i Maribo Amt. Gloslunde-Græshave sognekommune blev ved kommunalreformen i 1970 indlemmet i Rudbjerg Kommune, der ved strukturreformen i 2007 indgik i Lolland Kommune.
I Gloslunde Sogn ligger Gloslunde Kirke.
I sognet findes følgende autoriserede stednavne:
- Gloslunde (bebyggelse, ejerlav)
- Gloslunde Hestehave (bebyggelse)
- Glukse (bebyggelse)
- Hoby (bebyggelse, ejerlav)
- Hobyskov (bebyggelse)
- Hummingen (bebyggelse)
- Kramnitse (bebyggelse)
- Kramnitse Gab (vandareal)
- Lilleholm (areal, bebyggelse)
- Lilleskovland (bebyggelse)
- Magleholm (areal, bebyggelse)
- Pilehave (bebyggelse)
- Sidager (bebyggelse)
- Tjørnebjerg (areal)